# Paradów
Paradów [pronunciación en polaco: /paˈraduf/] es un pueblo ubicado en el distrito administrativo de Gmina Pogorzela, dentro del Distrito de Gostyń, Voivodato de Gran Polonia, en el oeste de Polonia central. Se encuentra aproximadamente a 5 kilómetros al sureste de Pogorzela, a 21 kilómetros al sureste de Gostyń, y a 73 kilómetros al sur de la capital regional Poznań.